# Jerzy Jeżowski
Jerzy Jeżowski herbu Prus I (zm. w 1557 roku) – sędzia ziemski warszawski.
Poseł województwa mazowieckiego na sejm krakowski 1540 roku.